# HMS Vanguard (1586)
HMS Vanguard (Awangarda) – angielski XVI-wieczny galeon. Pierwszy spośród okrętów Royal Navy noszących do dziś tę nazwę.

## Historia
"Vanguard" został zbudowany w latach 80. XVI wieku w stoczni w Woolwich nad Tamizą (obecnie Londyn) pod nadzorem Skarbnika i Nadzorcy Floty Johna Hawkinsa jako jeden z czterech "strzyżonych" (razee) galeonów królewskich (pozostałe to "Revenge", "Rainbow" i, największy z nich, "Ark Royal").
W 1588 roku "Vanguard" wchodził w skład eskadry pod dowództwem lorda Henry'ego Seymoura podczas starcia z hiszpańską Wielką Armadą". Eskadra Seymoura dołączyła do głównych sił angielskich pod Downs, aby wziąć udział w finałowej bitwie pod Gravelines". Okrętem dowodził wówczas kapitan William Winter, który szacował, że podczas 8-godzinnej bitwy "Vanguard" wystrzelił ponad 500 kul armatnich". 
W listopadzie 1593 roku "Vanguard", pod nowym dowództwem znanego z walk z Armadą Martina Frobishera, brał udział w udanej wyprawie przeciwko Hiszpanom, którzy zajmowali ważną twierdzę Crozon w pobliżu Brestu.
W lipcu 1596 roku "Vanguard" wchodził w skład połączonej floty angielsko-holenderskiej, która całkowicie zniszczyła hiszpańskie miasto portowe Kadyks.
W 1599 roku "Vanguard" został przebudowany po raz pierwszy, zwiększono wówczas uzbrojenie okrętu.
W 1600 roku, pod dowództwem kapitana Richarda Leversona, "Vanguard" brał udział w wyprawie na Azory, gdzie Anglicy spodziewali się przechwycić statki skarbowe powracające z Nowej Hiszpanii. Następnie do końca wojny z Hiszpanią operował na kanale La Manche.
W 1615 roku "Vanguard" został rozebrany i przebudowany w stoczni w Chatham pod kierunkiem szkutnika Phineasa Petta oraz sklasyfikowany jako Great Ship (późniejsza II ranga).
W latach 1620–1621 "Vanguard" pod dowództwem Richarda Hawkinsa należał do eskadry admirała Roberta Mansella, która brała udział w nieudanej wyprawie przeciwko piratom z Algieru.
W 1624 roku "Vanguard", pod dowództwem kapitana Johna Peninngtona, wraz z kilkoma innymi okrętami, miał zostać wypożyczony flocie francuskiej na mocy zawiłych układów dyplomatycznych zawartych między królami Anglii Jakubem I a Francji Ludwikiem XIII. Do przekazania okrętu doszło ostatecznie w rok później w Dieppe, następnie "Vanguard" został użyty we wrześniu 1625 roku przeciwko hugenockiej flocie pod La Rochelle.
Zwrócony Anglikom w 1626 roku, "Vanguard" został rozebrany i przebudowany w 1631 roku w Woolwich na kolejny okręt noszący tę samą nazwę.